# Sofía Náti
Sofía Náti, (en grec moderne : Σοφία Νάτη) ou Sofia Inguanta, née le 19 avril 1993, est une footballeuse internationale  grecque qui joue en tant qu'attaquante pour le club allemand du Karlsruher SC. Elle a également été sélectionnée dans l'équipe de Grèce féminine de football pour les éliminatoires de la Coupe du monde féminine de football 2019.